# 桑德斯—特朗普选民
在美国，桑德斯—特朗普选民（英語：Sanders–Trump voters），又称伯尼—特朗普选民（英語：Bernie–Trump voters）或特朗普—桑德斯选民（英語：Trump–Sanders voters），是指在2016年和/或2020年美國總統選舉民主黨初選中投票给伯尼·桑德斯，但在随后的大选中投票给共和黨候选人唐纳德·特朗普的美国人。据估计，在2016年美國總統選舉中，桑德斯—特朗普选民占桑德斯支持者的12%。至少有12%的桑德斯支持者同时没有投票给特朗普和民主党候选人希拉里·克林顿。
桑德斯—特朗普选民在多大程度上对特朗普的胜利起到了决定性作用，以及如何对2020年美國總統選舉起到影响，一直为人们所争议。与其他桑德斯选民相比，桑德斯—特朗普选民不太可能认为自己是民主党人或自由派，而是倾向于认为自己是独立人士或共和党人和温和派或保守派，并更多地在社会和种族议题上持保守主义观点。尽管桑德斯相对反对自由贸易协定，但桑德斯—特朗普选民对贸易政策的看法与典型的民主党人基本相似。他们往往年龄较大而更有可能是白人。